# Садаковы (Киров)
 Садаковы — деревня в Кировской области. Входит в состав муниципального образования «Город Киров»

## География
Расположена на расстоянии примерно 12 км по прямой на запад-северо-запад от железнодорожного вокзала станции Киров.

## История
Известна с 1678 года как починок Мишки Руского с 1 двором, в 1764 14 жителей, в 1802 (починок Тырышинской Михаила Рускаго) 7 дворов. В 1873 году здесь (деревня Тырышкинская или Силичи) дворов 12 и жителей 103, в 1905 (Михаила Русского или Сиухины)  52 жителя, в 1926 ( Садаковы или Силичи, Тырышкинский, Михаила Русского) 14 хозяйств и 70 жителей, в 1950 16 и 59, в 1989 1 постоянный житель. Настоящее название утвердилось с 1939 года. Административно подчиняется Октябрьскому району города Киров.

## Население
Постоянное население составляло 1 человек (русские 100%) в 2002 году, 1 в 2010.